# Sesleria
Sesleria é um género botânico pertencente à família Poaceae.
Na classificação taxonômica de Jussieu (1789), Sesleria é o nome de um gênero botânico,  ordem  Gramineae,  classe Monocotyledones com estames hipogínicos.

## Espécies
| - Sesleria alba - Sesleria albicans - Sesleria argentea - Sesleria autumnalis - Sesleria caerulea - Sesleria cylindrica - Sesleria dactyloides | - Sesleria heufleriana - Sesleria ovata - Sesleria phleoides - Sesleria rigida - Sesleria sadleriana - Sesleria tatrae |